# Sanremo grande amore
Sanremo grande amore – drugi minialbum włoskiego trio Il Volo wydany 20 lutego 2015 roku nakładem wytwórni Columbia. 12 maja tego samego roku ukazała się reedycja płyty zawierająca dodatkowe materiały filmowe oraz wcześniej niepublikowany wywiad z zespołem.
Płyta ukazała się kilka dni po zwycięstwie zespołu w finale Festiwalu Piosenki Włoskiej w San Remo, w którym zaprezentowali się z utworem „Grande amore”. Pozostałymi sześcioma utworami na albumie są włoskie przeboje w interpretacji wokalistów zespołu.
Album zadebiutował na pierwszym miejscu włoskiego notowania najczęściej kupowanych płyt i od dwudziestu tygodni utrzymuje się w pierwszej dziesiątce notowania.

## Single
Pierwszym singlem promującym płytę został singiel „Grande amore”, z którym zespół wygrał  Festiwalu Piosenki Włoskiej w San Remo oraz reprezentował Włochy w 60. Konkursie Piosenki Eurowizji. Numer zajął ostatecznie trzecie miejsce w finale widowiska z wynikiem 292 punktów, w tym m.in. z maksymalnymi notami 12 punktów od Albanii, Cypru, Grecji, Izraela, Malty, Portugalii, Rumunii, Rosji i Hiszpanii.
Drugim singlem z płyty został utwór „Canzone per te”, który w oryginale zaśpiewał Sergio Endrigo.

## Lista utworów
Spis sporządzony na podstawie materiału źródłowego:
| Nr | Tytuł utworu                 | Oryginalny wykonawca | Autorstwo                                     | Długość |
| -- | ---------------------------- | -------------------- | --------------------------------------------- | ------- |
| 1. | „Grande amore”               | Il Volo              | Francesco Boccia, Ciro Esposito               | 3:44    |
| 2. | „Ancora”                     | Eduardo De Crescenzo | Franco Migliacci, Claudio Mattone             | 3:32    |
| 3. | „Vacanze romane”             | Matia Bazar          | Giancarlo Golzi, Carlo Marrale                | 4:15    |
| 4. | „Canzone per te”             | Sergio Endrigo       | Luis Bacalov, Sergio Endrigo, Sergio Bardotti | 4:00    |
| 5. | „Piove (Ciao, ciao bambina)” | Domenico Modugno     | Domenico Modugno, Dino Verde                  | 3:33    |
| 6. | „Romantica”                  | Renato Rascel        | Renato Rascel, Dino Verde                     | 3:26    |
| 7. | „L’immensità”                | Don Backy            | Mogol, Aldo Caponi, Mariano Detto             | 4:02    |
|    |                              |                      |                                               | 26:32   |

## Personel
| W sesji nagraniowej albumu wzięli udział: - Piero Barone, Ignazio Boschetto, Gianluca Ginoble – śpiew - Massimo Tagliata – akordeon - Massimo Varini, Mattia Tedesco – gitara akustyczna - Celso Valli – instrumenty klawiszowe, fortepian - Cesare Chiodo – gitara basowa - Paolo Prosperini – gitara - Valentino Corvino – skrzypce - Paolo Valli – programowanie perkusji - Mattia Tedesco – gitara elektryczna - Stefano Di Battista – saksofon - Stefano Bussoli – kotły | - Celso Valli – producent, aranżacja - Michele Torpedine – producent - Enrico Capalbo, Roberto Bartilucci – inżynier dźwięku - Marco Borsatti – inżynier dźwięku, mastering - Maurizio Biancani – mastering |

Materiał na album został nagrany w Bolonii w dwóch studiach muzycznych: w studiu Impatto, gdzie został także zmiksowany, oraz studiu Fonoprint, gdzie go zmasteringowano.

## Notowania i certyfikaty

### Notowania na listach sprzedaży
| Kraj              | Lista (2015)             | Najwyższe miejsce |
| ----------------- | ------------------------ | ----------------- |
| Włochy            | Album Top 20             | 1                 |
| Stany Zjednoczone | Classical Album Top 25   | 7                 |
| Austria           | Album Top 40             | 9                 |
| Szwajcaria        | Album Top 100            | 15                |
| Grecja            | Album Top 75             | 20                |
| Belgia            | Album Top 200 (Walonia)  | 59                |
| Belgia            | Album Top 200 (Flandria) | 104               |
| Holandia          | Album Top 100            | 63                |

### Certyfikaty
| Kraj   | Certyfikat | Sprzedaż |
| ------ | ---------- | -------- |
| Włochy | 2x Złoto   | 100 tys. |